# Ministero dell'economia, dell'imprenditoria e del turismo
Il Ministero dell'economia, dell'imprenditoria e del turismo (in rumeno: Ministerul Economiei, Antreprenoriatului și Turismului) è un dicastero del governo rumeno responsabile dell'applicazione della strategia e del programma di governance nel settore delle finanze pubbliche e dell'economia.
Nel corso del tempo, il Ministero ha avuto diversi nomi:
- Ministero dell'industria e del commercio
- Ministero dell'economia e del commercio
- Ministero dell'economia e delle finanze (dal 5 aprile 2007)
- Ministero dell'economia, del commercio e dell'ambiente aziendale
- Ministero dell'economia (dal 21 dicembre 2012)

Numero di dipendenti nel 2010: 750

## Lista dei ministri
Ministri dell'economia (nel periodo interbellico)
- Aurel Leucuția
- Virgil Madgearu

Ministri del commercio (dopo il 1989)
- Constantin Teculescu
- Cristian Ionescu
- Petru Crișan
- Dan Ioan Popescu

Ministri dell'industria (dopo il 1989)
- Dumitru Popescu
- Alexandru Stănescu

Ministri dell'industria e del commercio
- Călin Popescu-Tăriceanu
- Mircea Ciumara
- Radu Berceanu
- Dan Ioan Popescu

Ministri dell'economia e del commercio
- Dan Ioan Popescu
- Ioan Codruț Șereș - (29 dicembre 2004 – 4 dicembre 2006)
- Varujan Vosganian (12 dicembre 2006 – 5 aprile 2007)

Ministri dell'economia e delle finanze
- Varujan Vosganian (5 aprile 2007 – 22 dicembre 2008)

Ministri dell'economia, del commercio e dell'ambiente aziendale
- Adriean Videanu (23 dicembre 2008 – 3 settembre 2010)
- Ion Ariton (3 settembre 2010 – 9 febbraio 2012)
- Lucian Nicolae Bode (9 febbraio 2012 – 27 aprile 2012)
- Daniel Chițoiu (7 maggio 2012 – 21 dicembre 2012)

Ministri dell'economia
- Varujan Vosganian (21 dicembre 2012 – 7 ottobre 2013)
- Andrei Gerea (17 ottobre 2013 – 5 marzo 2014)
- Constantin Niță (5 marzo 2014 – 16 dicembre 2014)
- Mihai Tudose (16 dicembre 2014 – 17 novembre 2015)
- Costin Borc din (17 novembre 2015 – 4 gennaio 2017)
- Alexandru Petrescu (4 gennaio 2017 – 23 febbraio 2017)
- Mihai Tudose (23 febbraio 2017 – 29 giugno 2017)
- Mihai Fifor (29 giugno 2017 – 12 settembre 2017)
- Gheorghe Simon (12 settembre 2017 – 16 gennaio 2018)
- Dănuț Andrușcă (29 gennaio 2018 – 20 novembre 2018)
- Niculae Bădălău (20 novembre 2018 - 4 novembre 2019)
- Virgil-Daniel Popescu (4 novembre 2019 - 23 dicembre 2020)
- Claudiu Năsui (23 dicembre - 6 settembre 2021)
- Virgil-Daniel Popescu (6 settembre 2021 - 25 novembre 2021) - ad interim
- Florin Spătaru (25 novembre 2021 - in carica)

### Ministri delegati
- Ministro delegato per l'energia: Constantin Niță
- Ministro delegato per le piccole e medie imprese, l'ambiente aziendale e il turismo: Maria Grapini